# 에이드리엔 C. 무어
에이드리엔 C. 무어(Adrienne C. Moore)는 미국의 배우이다.